# Callithauma
Callithauma is een geslacht van vlinders van de familie sikkelmotten (Oecophoridae), uit de onderfamilie Oecophorinae.

## Soorten
- C. basilica Turner, 1900
- C. callianthes (Meyrick, 1889)
- C. glycera Turner, 1916
- C. leptodoma Turner, 1916
- C. miniatula Turner, 1946
- C. pyrites (Turner, 1896)